# Promise Land
Promise Land è un duo musicale formato dai disc jockey Fabio Ranucci e Nazario Pelusi. Si servono di vari pseudonimi ovvero progetti paralleli a quello dei Promise Land.

## Storia
Entrambi provenienti dalla città laziale di Anzio, in provincia di Roma, Fabio Ranucci e Nazario Pelusi iniziano la loro attività musicale nel 1995.
Iniziano a farsi sentire nelle radio nazionali all'inizio del millennio, inviando i loro progetti a Radio Deejay per la rubrica DoReMix, spazio pomeridiano curato da Molella e dedicato ai remix degli ascoltatori, e a Radio Italia Network per Los Cuarenta.
Il loro lancio avviene nel 2001, grazie al loro team manager Andrea Velletri, che fa ascoltare i provini a Rossano Prini (DJ Ross) della Time Records, casa che poi pubblicherà alcuni dei loro singoli. Questa collaborazione porterà alla produzione di un primo singolo, Got To Me, però sotto il nome di Dj Blizzard.
Nell'autunno del 2002 esce la loro prima produzione musicale con il progetto Promise Land, Walking All Together, che segna anche l'inizio della collaborazione con Nicola Peloso (Dj Nick). Il progetto comincia a farsi sentire anche sui network dance Discoradio ed m2o. Tramite quest'ultimo iniziano una corrispondenza di progetti con Provenzano Dj che li porterà ad avvicinarsi sempre di più alla radio; iniziano le prime sequenze mixate come guest star in Tribe, i loro progetti popolano sempre più numerosi la programmazione della radio, soprattutto in Chemical G, programma del sabato sera curato da Provenzano Dj e Vanni G e dedicato alle novità discografiche e ai progetti dei DJ emergenti.
Il 2003 sarà l'anno della collaborazione con il dj Paolo Mantero, con cui produrranno il singolo: Batticuore e nel 2004 sempre con la collaborazione di Dj Mantero collabororano in Voulez-Vous Danser?. Nel 2004 con Dj Nick avvieranno anche il progetto Paper Boy, su etichetta Melodica: sotto questo nome usciranno Step By Step, Special day, Good Luck, e Yes all night 2005. Insieme a Provenzano Dj alla fine del 2004 inventano il genere Hard.Dance.Style, a cui è affidato uno spazio quotidiano su m2o all'interno di Out Of Mind, il programma condotto da Provenzano Dj dalle 15 alle 17, tra la prima e la seconda ora. In origine riservato a versioni remix di dischi dance e non, l'Hard.Dance.Style sarà poi il genere fondante di dischi come Live Your Life (degli stessi Promise Land) e Sound Is Back (di Provenzano Dj feat. Lizzy B).
Da ottobre 2005 i Promise Land sostituiscono Chemical G con Chemical Land, in cui propongono la loro musica e danno spazio agli ascoltatori passando ogni settimana due progetti inviati loro dai dj emergenti che ascoltano m2o. Per l'estate 2006 m2o ha inoltre affidato loro il programma Le canzoni dell'estate, uno spazio di circa 15 minuti (dalle 15:45 alle 16:00, in pratica sostituisce la cosiddetta "Hard.Dance.Style Zone") in cui mixano su richiesta le 3 "canzoni dell'estate" degli ascoltatori di m2o.
Questo appuntamento è tornato nel 2006, seppur con un nome diverso: dal 2 gennaio infatti in Song Selecta ogni giorno i Promise Land mixano una sequenza di tre canzoni inviata loro dagli ascoltatori attraverso il sito di m2o (durante l'estate 2007 e l'estate 2008, sulla base di Song Selecta è stato affidato loro il programma Song Selecta Sun, in onda tutti i pomeriggi). Parallelamente a questo appuntamento, a partire da aprile 2007 fino a febbraio 2008, i Promiseland si sono occupati del programma s2on, in onda ogni sabato.
Con il termine del programma s2on, i Promise Land si sono occupati di Song Selecta Saturday, in onda tutti i sabati dalle 18 alle 19 (fino a giugno 2008). Periodicamente sono ospiti in Tribe, in onda dalle 20 alle 21.
Ma nella seconda metà del 2010 si distaccano da m2o per condurre un programma chiamato Amazing Show, online sul loro profilo di SoundCloud e occasionalmente il venerdì su m2o.
Grazie soprattutto al progetto con Provenzano dj, Reder8, e il singolo Amazing, il duo ha iniziato a farsi molto sentire in tutto il mondo con le loro produzioni a genere club e con le collaborazioni di dj internazionali come Chuckie, Gregory Klosman e altri entrando così anche loro nella top 50 dei dj internazionali più famosi.
In seguito il duo ha pubblicato vari brani su importanti etichette discografiche come la Spinnin' Records, l'Armada Music e la Hexagon Records.

## Discografia

### Singoli Promise Land
2002
- Walking All Together [Spy Rec/Time]

2003
- Batticuore (ft. Mantero) [Spy Rec/Time]

#### 2004
- Voulez-Vous Danser? (ft. Mantero) [Spy Rec/Time]
- Memories 2004 (vs. Netzwerk) [Italian Style Production]

#### 2005
- Let Me Be (ft. Provenzano Dj) [Go Dooria Records]
- Live Your Life [Spy Rec]
- I Belong To You [Global Net]

#### 2006
- I Really Mean What I Say [Global Net]

#### 2007
- I Just Wanna Rock [Time]
- All My People (To The Dancefloor) [Time]
- To Be Free [Time]
- (To) Be Free (Ranucci & Pelusi pres. Promise Land) [Time]

#### 2008
- Move You Down (Ranucci & Pelusi pres. Promise Land) [Time]
- A.R.I.A. (ft. Provenzano Dj) [Elemedia]
- Midory Shower (ft. Provenzano Dj) [Elemedia]

#### 2009
- All The Way [Time]
- Last Night A Dj Saved My Life [Net's Work]

#### 2010
- Push The Felling On [Net's Work]
- You Can't Stop The Love (ft. Provenzano Dj) [Net's Work]

#### 2011
- Piece Of Heaven (ft. Cozi) [Net's Work]
- Slipped Disc (vs MYNC) [Cr2]
- Wrong [Dirty Dutch]
- Killer [Dirty Dutch]
- Endless (ft. Gregori Klosman) [Flamingo]
- Poem Without Word 2011 [Free Download]
- Alarma (Make Your Body Sing) [ft. Dimitri Vegas & Like Mike, Mitch Crown] [Smash The House/Spinnin]
- Never Be Lonely (ft. Sandy B) [Subliminal Records]

#### 2012
- Breaking Up(ft. Chuckie, Amanda Wilson) [Cr2]
- Emotions (ft. Georgi Kay) [Net's Work]

#### 2013
- Destroyer [Free Download]
- Gangsta [Spinnin]
- Rulez [Spinnin]
- Noise (ft Junior Black) [Doorn]
- Bad Dj [Size Records]
- Heroes (Sun Shine Down) (ft. Alicia Madison) [MixMash]

#### 2014
- Vega [DOORN]
- Burn (feat. Chuckie) [Dirty Dutch]

#### 2015
- Faithfully (feat. Shawnee Taylor) [OTW]
- Alright [Flamingo]
- Rock My World [Free Download]
- Love I Feel [Sosumi]
- Memories Will Fade (feat. Yves V) [Smash The House]
- Why I Still Love You (Size)
- Wood (Free Download)
- Let The Groove [Sosumi]

#### 2020
- If You Wanna [ Hexagon ]
- Singshower (feat. Emy Perez)
- Got To Keep On [ Musical Freedom ]
- By My Side [ Spinnin' Records ]

### Singoli Paper Boy
- Step By Step
- Sere Nere (vs. DJ Iron)
- Special Day
- Good Luck
- Yes All Night

### Progetti paralleli
- 2002 - Dj Blizzard - Got To Me
- 2002 - Dj Blizzard - Animmecco (Promo)
- 2002 - Dj Blizzard - It's The Time (Promo)
- 2002 - Dj Blizzard - When Your Go (Promo)
- 2003 - (?) - By My Side (Promo)
- 2003 - (?) - Nella Mente (Promo)
- 2003 - (?) - Time Is True (Promo)
- 2004 - (?) - If You Wanna (Promo)[1]
- 2005 - M@x vs. Serel - La Terre De La Musique
- 2005 - Rumble Pit - In Your Time
- 2006 - Groundbeat - Style
- 2006 - NiNy & Alby - Put Your Hands
- 2006 - Trilogy - Don't Leave Me Now
- 2006 - Rumble Pit - No Alla Pirateria
- 2006 - Sophie - C'Est L'Amour
- 2006 - Unison - Inside Out
- 2006 - Karm - Love Forever
- 2007 - Blastaar - Stupid!
- 2007 - Disco Loco - Disfacio Total
- 2008 - Remote Zero - Electronique
- 2009 - Roller - "It's Like That"
- 2009 - Roller - "Shi Ba Ba"
- 2010 - Remote Zero - Beach Ball
- 2010 - Cue Point - "Let there be house"
- 2010 - Cue Point - "Cool"
- 2010 - Aaron - "Scream!"
- 2010 - Althread - "Here We Go"
- 2010 - Reder8 - "Amazing"
- 2011 - Aaron - "Faluta"
- 2011 - C.J.Bros - "Into The night"
- 2011 - System3 - You're On My Own
- 2011 - System3 - From Paris 2 Rome
- 2011 - Punkherz - Come Into The Inside
- 2012 - System3 - 305
- 2012 - Phunkerz - Festival
- 2012 - Phunkerz - Change The world
- 2012 - Phunkerz - 7Days
- 2013 - System3 - Heartquake
- 2013 - Phunkerz - Tears
- 2013 - System3 - Overtime
- 2013 - Shotbaxx - Tomorrow

### Intro Compilation M2O
- "Qui C'è La Gente Che Non Si Ferma"
- "Start Again"
- "Tira Su Le Mani"
- "Respect To The Sound"
- "Listen To That Sound"
- "Feel The Summer"
- "Celebration"
- "Feel The Sound"
- "Music All The Night"
- "Bring As All Together"
- "30th Dance Flight"*
- "Il Cuore Della Notte" ft. Dj Nick & Roby Rossini

## Remix ufficiali
- ottobre 2003 - Jonathan Jay - Ready
- Simone De Filippis - Sogni Nel Cassetto Non Ne Ho
- Io - Oggi Mi Sento Strano
- febbraio 2004 - Provenzano Dj ft. Lizzy B. - Funny Day
- RD Project ft. Morena - Divinamore
- Provenzano Dj ft. Lizzy B. - Sound Is back
- gennaio 2006 - Italian Style - Il Mio Canto Libero
- febbraio 2006 - Provenzano Dj ft. Lizzy B. - Vibe
- giugno 2006 - Be Angel - Crystal Sea
- novembre 2010 - Chuckie & Hardwell ft. Ambush - Move It 2 The Drum
- luglio 2014 - Max Zotti ft. Amie M - Well Run Dry

### Remix Hard Dance Style
- Triangle Of Italy - Labyrinth
- Groundbeat - Bohemian Rhapsody
- Code-20 - Progressive Attack
- Hans Zimmer - He's A Pirate
- Italian Style - E Penso A Te
- Tiziano Ferro - Stop! Dimentica
- Circus - The Sheltering Sky
- Cosmic Gate - Over The Fire Wire
- marzo 2006 - Groundbeat - Tweak
- After Club - I'll Be Missing You
- febbraio 2006 - Trilogy - Don't Leave Me Now
- Terminal Dream - Poem Without Words
- After Club - Gigi's Violin
- Molinaro & Provenzano - It's Gonna Be
- Gigi's Traxx – Got The Violin
- Peplab Vs. M@d - Welcome Pony
- Provenzano & Promiseland - Let Me Be
- Ice Mc & Datura - Infinity Way
- Claudio Lancini - Everybody Elettriko
- Ice Mc & Da Blitz - It's A Rainy Day With Me
- Terminal - Poem Without Words
- Danijay - L'impazienza
- Rossini & Maverick - Future Mind
- maggio 2005 - Dj Nick - Hearts Entwine
- Gigi D'Agostino - Wellfare
- Roberto Molinaro - Red Code
- Molinaro & Provenzano - Running Up
- Infernal - From Paris To Berlin
- Clubraiders - Move Your Hands Up
- Provenzano Dj ft. Lizzy B. - Sound Is back
- Luca Zeta - Star
- DJ Rob Vs. Bar ft. Roxy - Come Together
- DB Reloaded - Revenge
- Drunkenmunky - Calabria
- Peter Presta Project - Where Is Osama
- Paperboy - Special Day
- Brothers - Memories
- Provenzano Dj ft. Sonia - Go Go (To The Disco)
- Spankox - To The Club
- Florida Inc. - I Need Your Lovin'
- Maverick - Lonely Star
- Thomas - You Will Fly

### Provenzano & Promise Land Remix
- Haiducii - More'n'More (I Love You)
- Sophie - C'Est L'Amour
- Be Angel ft. Mc Two - Don't Close Your Eyes
- Checco Zalone - Siamo Una Squadra Fortissimi
- Noise Mission - Tarantella Party
- Be Angel ft. Dee-Bee - Say You Love Me
- Get Far. ft. Sagi Rei - All I Need
- Fiorello & Baldini - Chi Siamo Noi
- Be Angel - Child
- Laurent Wolf - No Stress
- Dabruck & Klein - The Feeling
- Fedde Le Grand ft. Mr. V - Back & Forth
- Andrea Paci & Francesco Ienco ft. Andrea Love - Twilight
- Dj Falaska - Nobody

## Remix non ufficiali
- T.A.T.U. - Not Gonna Get Us
- T.A.T.U. - All The Things She Said [Dj Blizzard RMX]
- Dj Ross - Emotion [Dj Blizzard RMX]
- Exch Pop True - Discoteca
- Lorna - Papi Chulo
- Panjabi MC - Mundian To Bach Ke
- Tiromancino - Per Me È Importante
- Benny Benassi - Satisfaction
- Oscar G & Dark Falcon - Dark Beat
- Rino Gaetano - Ma Il Cielo È Sempre Più Blu
- Gabry Ponte - The Man In The Moon[2]
- Graffiti - What Is The Problem?
- Waterboy - We Will Rock You
- Robbie Williams - Feel
- Tiziano Ferro - Sere Nere
- Eamon - F**k It (I Don't Want You Back)
- Thomas - Show Me The Way
- Green Day - Wake Me Up When September Ends
- Timbaland feat. One Republic - Apologize (Promise Land Bootleg Mix)
- The Ark - It Takes A Fool To Remain Sane (Ranucci&Pelusi Bootleg Mix)
- U2 - With Or Without You (Ranucci&Pelusi Bootleg Mix)

## Compilation mixate
- 2005 - Danceteque Compilation
- 2006 - Hard Dance Compilation
- 2007 - Hit Mania Club Dance